# Spheres (Pestilence)
Spheres è il quarto album della band death metal olandese Pestilence. È stato pubblicato nel 1993 dalla Roadrunner Records.

## Il disco
Spheres è il quarto disco in studio dei Pestilence. La copertina del CD è opera di Dan Seagrave, artista britannico autore di numerosi lavori simili per molti gruppi death metal.
L'album riparte dall'evoluzione fatta registrare col precedente Testimony of the Ancients e porta la sperimentazione ad un livello ancora maggiore. Il technical death metal della band si arricchisce di influenze progressive metal e fusion. Una particolarità, per quanto riguarda la strumentazione, è l'uso di synth guitar e del basso a sei corde.
Spheres è l'ultimo full-length prima dello scioglimento del gruppo del 1994. I Pestilence si riuniranno solo 14 anni dopo, nel 2008, e nel 2009 pubblicheranno il lavoro successivo, Resurrection Macabre.

## Tracce
1. Mind Reflections – 3:21
2. Multiple Beings – 4:05
3. The Level of Perception – 3:49
4. Aurian Eyes – 1:32
5. Soul Search – 3:19
6. Personal Energy – 4:09
7. Voices from Within – 1:12
8. Spheres – 3:29
9. Changing Perspectives – 3:24
10. Phileas – 1:17
11. Demise of Time – 3:40

## Formazione
- Patrick Mameli - voce, chitarra e synth guitar
- Patrick Uterwijk - chitarra e synth guitar
- Jeroen Paul Thesseling - basso
- Marco Foddis - batteria